# Mjolden Sogn
Mjolden Sogn er et sogn i Tønder Provsti (Ribe Stift). Mjolden kaldtes førhen Medolden (på tysk embedssprog).
Mjolden Sogn hørte til Tønder, Højer og Lø Herred i Tønder Amt. Mjolden sognekommune blev ved kommunalreformen i 1970 indlemmet i Skærbæk Kommune, der ved strukturreformen i 2007 indgik i Tønder Kommune.
I Mjolden Sogn ligger Mjolden Kirke. Sognet hørte indtil 2007 til Tørninglen Provsti, men kirken har ikke det karakteristiske Tørninglen-spir, der er rejst over 4 trekantgavle.
I sognet findes følgende autoriserede stednavne:
- Forballum (bebyggelse)
- Knold (bebyggelse)
- Mjolden (bebyggelse, ejerlav)
- Ottersbøl (bebyggelse, ejerlav)

## Afstemningsresultat
Folkeafstemningen ved Genforeningen i 1920 gav i Mjolden Sogn 227 stemmer for Danmark, 7 for Tyskland. Af vælgerne var 62 tilrejst fra Danmark, 5 fra Tyskland. 